# Noragugume
Noragugume est une commune italienne de la province de Nuoro dans la région Sardaigne en Italie.

## Histoire
Le village, situé dans la Marghine, a été habité dès la préhistoire, en particulier aux périodes prénuragiques et nuragiques, comme en témoignent les différents monuments tels que le menhir de Sa Perda`e Taleri et les nuraghi de Tolinu et Irididdo. À l'époque du judicat, le nom du village était Nuracogomo et il faisait partie de la curatoria de Marghine dans le Judicat de Torres. Le centre historique du village actuel remonte au XVe siècle. La petite église de Santa Croce (Santa Rughe) en est un témoignage important.

## Administration
| Période                                  | Période | Identité | Étiquette | Qualité |
| ---------------------------------------- | ------- | -------- | --------- | ------- |
|                                          |         |          |           |         |
| Les données manquantes sont à compléter. |         |          |           |         |

### Communes limitrophes
Bolotana, Dualchi, Ottana, Sedilo, Silanus